# Amanda Somerville
Amanda Somerville (Flushing, Míchigan; 7 de marzo de 1979) es una cantante, compositora y profesora vocal estadounidense, más conocida por sus colaboraciones con varias bandas de metal de Europa, tales como Avantasia, y sus propios proyectos Trillium y Exit Eden. Desde 1999 ha residido y trabajado principalmente en Alemania y los Países Bajos.Ha sido entrenadora vocal de Simone Simons, Floor Jansen y Aeva Maurelle.

## Discografía: carrera como solista
La carrera como solista de Amanda se enfoca en un suave y elegante pop/rock con algunas influencias de hard rock, folk y soul. Su discografía como solista incluye una notable incursión en la banda de metal operístico Aina.
- In the Beginning There Was... (álbum debut, 2000)
- Blue Nothing (EP, 2000)
- Never Alone (EP, 2003)
- Aina: Days of Rising Doom (2003) - Amanda escribió el concepto y todas las letras, coescribió la música, trabajó como vocalista y entrenadora vocal.
- Windows (álbum, 2008)
- Kiske-Somerville (álbum 2010) Disco en colaboración con Michael Kiske, excantante de la banda alemana Helloween.
- City of Heroes (álbum 2015) Disco en colaboración con Michael Kiske, de nuevo cantante de la banda alemana Helloween.

## Trillium
En el 2011 hizo su debut con TRILLIUM, proyecto de metal que lidera, que salió en Frontiers Records el 4 de noviembre en Europa y el 1 en EE. UU..
Trabajó con los productores Sascha Paeth y Michael Rodenberg (Kamelot, Avantasia, Epica, After Forever, Angra), y en la composición ha participado el exguitarrista de After Forever y actualmente en HDK, Sander Gommans. Rodenberg se ha encargado también de los arreglos orquestales, mientras que Robert Hunecke ha tocado la batería, Olaf Reitmeier ha grabado guitarras acústicas y Simon Oberender ha tocado los teclados y ha hecho el masterizado.
El líder de Primal Fear y Sinner, Mat Sinner, colaboró en la composición de "Love Is An Illusion", y la cantante realiza un dueto junto al vocalista Jorn Lande (Jorn, Masterplan, Ark) en el sencillo "Scream It".
Relacionado con este proyecto, la formación de músicos para los shows en vivo es:
- Amanda Somerville - Voz principal
- Paul Joseph Owsinski - Guitarra
- Mark Burnash - Bajo, coros
- Hans in t' Zandt - Batería

El nuevo álbum Tectonic será lanzado en junio de 2018.

## Exit Eden
Exit Eden es una nueva agrupación de metal sinfónico que une a cuatro mujeres de diferentes países, con biografías completamente distintas, pero todas del mundo del heavy metal.
Aunque recién se están dando a conocer, las chicas ya revelan su disco debut que se titula ‘Rhapsodies in Black’, donde juntan todos los atributos correspondientes al nuevo milenio: cosmopolitas, seguridad de sí mismo e independencia.

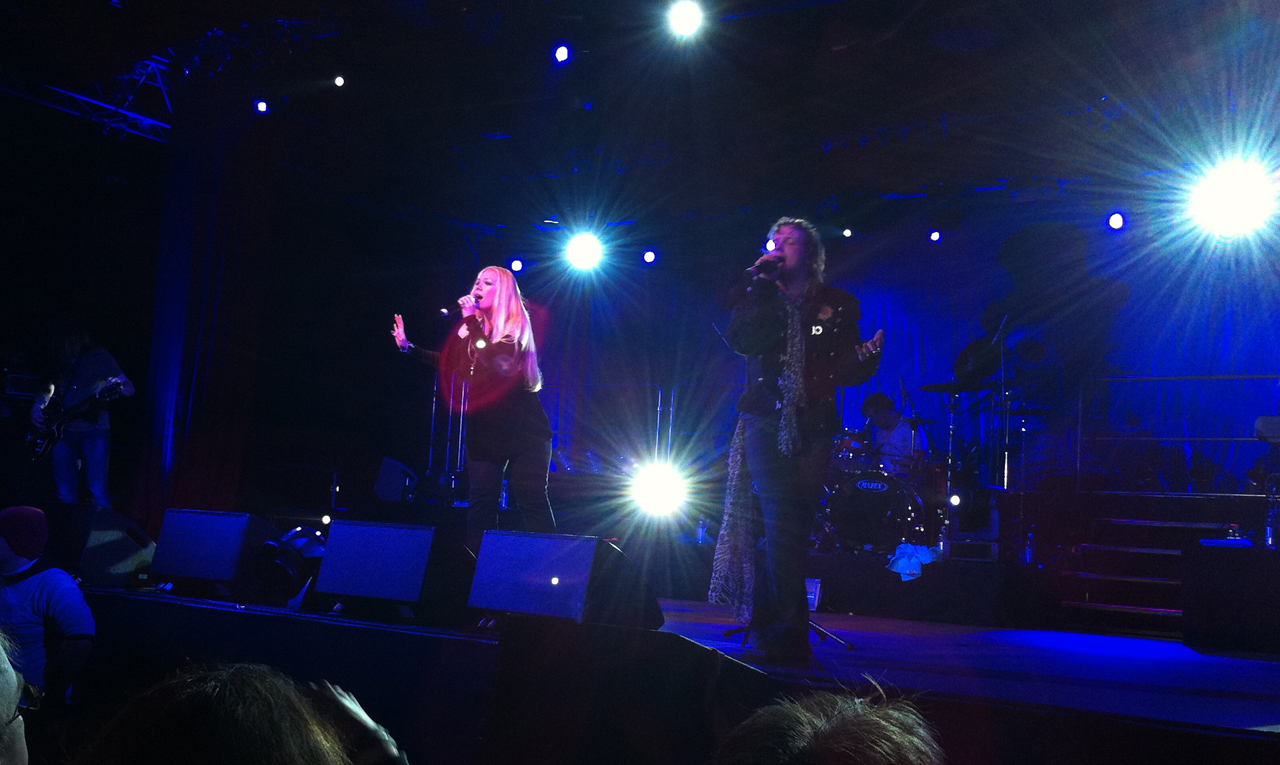
Concierto con Avantasia (2010)

A pesar de su diversidad, las cuatro cantantes (Amanda Somerville, Clémentine Delauney, Marina La Torraca y Anna Brunner) se complementan tan magníficamente con sus diferentes tonos y técnicas vocales que van desde la ópera hasta el death metal, mostrando al mundo que casi todas las canciones clásicas se pueden transformar en una sólida canción de metal/rock.
Esta primera placa de la agrupación fue lanzada el 4 de agosto de 2017 bajo el sello de Napalm Records. Trata de una colorida mezcla de éxitos internacionales que abarca canciones desde Rihanna a Madonna y de Depeche Mode a Adele, entre otros artistas. Además, muy pronto lanzarán un vídeo debut para dar a conocer Exit Eden.  

### Integrantes de Exit Eden hasta ahora
- Amanda Somerville: Voz principal
- Clémentine Delauney: Voz principal
- Marina la Torraca:[6] Voz principal
- Anna Brunner: Screaming principal
- Baterista, guitarrista, pianista y bajista: aún no se saben sus nombres.

## Colaboraciones
Principalmente como cantante, entrenadora vocal y directora de coro, Amanda ha estado involucrada en los siguientes álbumes:
- Elyose Rèdemption (2015); fue la entrenadora vocal de la vocalista y creadora de la canción Redemption.

- Wolfpakk Cry Wolf (2013); canto junto a Michael Voss y Mark Sweenry en la canción "Cold Winter".
- HDK- System Overload (2009); escribió todo el concepto de las letras y trabajó como vocalista y coproductora.
- Avantasia - The Scarecrow (2008); trabajó como vocalista.
- Epica - The Phantom Agony (2003), We Will Take You With Us (2004), Consign To Oblivion (2005), The Road to Paradiso (2006), The Divine Conspiracy (2007), cantante de sesión para el Tour USA Canadá (2008); trabajó como entrenadora vocal, vocalista, coescritora y productora.
- After Forever - Invisible Circles (2004), Remagine (2005), After Forever (2007); trabajó como entrenadora vocal, vocalista y productora.
- Asrai - Touch in the Dark (2004); trabajó como editora lírica.
- Edguy - Hellfire Club (2004), Rocket Ride (2006); trabajó como vocalista y editora lírica.
- Kamelot - The Black Halo (2005), Ghost Opera (2007); trabajó como vocalista y editora lírica.
- Shaman - Ritual (2002), Reason (2005); trabajó como vocalista y editora lírica.
- Mob Rules (Banda) - Hollowed Be Thy Name (2002); trabajó como vocalista.
- Luca Turilli - Prophet of the Last Eclipse (2002); trabajó como vocalista.
- Virgo - Virgo (2001); trabajó como vocalista y editora lírica.

- Varias colaboraciones con otras bandas (Felony, Reverend Right Time and the First Cousins of Funk, Lunatica, Ebony Ark, etc.)

También escribió música para:
- Phaeno Science Center (2005); encargada de escribir y cantar una canción sobre y para la gran apertura del Centro de Ciencia.
- Boehringer Ingelheim (2005)

## Tipo de voz
Somerville puede llegar a notas de tenor, así como a soprano. Ha sido catalogada como mezzosoprano, pero ella misma se describe como una contralto, ya que se siente más cómoda cantando en ese rango.